# Dūstkū (ort i Gilan)
Dūstkū (persiska: Dūstkūh, دوستکو) är en ort i Iran.   Den ligger i provinsen Gilan, i den norra delen av landet, 180 km nordväst om huvudstaden Teheran. Antalet invånare är 269.
Terrängen runt Dūstkū är huvudsakligen platt, men åt sydväst är den kuperad. Runt Dūstkū är det ganska tätbefolkat, med 134 invånare per kvadratkilometer. Närmaste större samhälle är Rūdsar, 4,5 km nordväst om Dūstkū. Trakten runt Dūstkū består till största delen av jordbruksmark.